# Pokazivač klizanja
Pokazivač klizanja je u biti libela koja se sastoji od blago povijene staklene cjevčice ispunjene tekućinom kroz koju se kreće čelična kuglica nešto manjeg promjera. Tekućina (engl.Toulene- je bezbojna, u vodi netopiva tekućina, aromatski ugljikovodik {\displaystyle C_{6}H_{5}CH_{3}}) služi za prigušenje kretanja kuglice. 
U pravocrtnom letu bez poprečnog nagiba, kao i pravilno izvedenom zaokretu, kuglica se nalazi u sredini cjevčice. Međutim, ako se zaokret izvodi nepravilno (nekoordinirano) ili u pravocrtnom letu dođe do poprečnog nagiba, zrakoplov će klizati i kuglica će zauzeti novi položaj u dijelu cjevčice okrenutom u smjeru klizanja. Pri tome je intenzitet klizanja definiran veličinom otklona kuglice. 
Pokazivač klizanja obično se kombinira s pokazivačem skretanja i takav instrument nazivamo Kontrolnikom leta. Instrument je izuzetno koristan kada se let odvija bez vanjske vidljivosti.
- 1) pravocrtni let s klizanjem u lijevu stranu (s obzirom na to da je let pravocrtni, u pitanju je lijevi nagib zrakoplova)
- 2) pravocrtni let bez klizanja
- 3) pravocrtni let s klizanjem u desnu stranu (zrakoplov ima desni nagib)
- 4) lijevi zaokret s klizanjem u stranu zaokreta (treba smanjiti nagib pomicanjem palice u desno ili povećati oštrinu zaokreta pritiskom lijeve nožne pedale)
- 5) pravilan lijevi zaokret
- 6) lijevi zaokret s klizanjem u vanjsku stranu (treba povećati nagib zrakoplova ili smanjiti oštrinu zaokreta)
- 7) desni zaokret s klizanjem u vanjsku stranu (treba povećati nagib zrakoplova ili smanjiti oštrinu zaokreta)
- 8) pravilni desni zaokret
- 9) desni zaokret s klizanjem u stranu zaokreta (treba smanjiti nagib zrakoplova ili povećati oštrinu zaokreta).

## Pokazivač skretanja
Pokazivač skretanja je žiroskopski instrument koji pokazuje skretanje zrakoplova po pravcu. Osnovni pogonski element je žiroskop s dva stupnja slobode kretanja. Shematski prikaz pokazivača skretanja prikazan je na slici. Žiroskop(1) se velikom kutnom brzinom okreće oko svoje glavne osi X-X,  dok se njegov okvir(2) može okretati oko njoj okomite osi Y-Y. Obje osi leže u horizontalnoj ravnini, s tim što je glavna okomita na uzdužnu os zrakoplova. Pri skretanju, os X-X prinudno mijenja svoj položaj u prostoru, zbog čega se javlja sila koja teži okrenuti okvir oko osi Y-Y,  i to utoliko jače ako je zaokret oštriji. Slobodnom okretanju okvira suprotstavlja se ugrađena opruga(4) tako da pri deformaciji stvara moment sile oko osi Y-Y. Pri određenom nagibu okvira, dolazi do izjednačenja danih momenata sila i kazaljka(3), koja je fiksno vezana za okvir, zauzima svoj ravnotežni položaj koji definira oštrinu zaokreta. Što je zaokret oštriji, moment sile je veći pa se opruga mora više deformirati da bi postigla dovoljan napon za uravnoteženje.